# 10Y busz (Zalaegerszeg)
A zalaegerszegi 10Y jelzésű autóbusz a Vasútállomástól indulva körjáratként közlekedik Ola, a Csertán Sándor utca és a Kertváros érintésével. A vonalat a Volánbusz üzemelteti.

## Útvonala
| Vasútállomás → Ola → Csertán Sándor utca → Kertváros → Vasútállomás |
| --- |
| Vasútállomás vá. – Zrínyi Miklós utca – Kosztolányi Dezső utca – Kovács Károly tér – Kazinczy tér – Rákóczi Ferenc utca – Ola utca – Platán sor – Landorhegyi út – Csertán Sándor utca – Göcseji út – Köztársaság útja – Göcseji út – Zrínyi Miklós utca – Vasútállomás vá. |

## Megállóhelyei
| 0  | Vasútállomás induló végállomás            |                                                                                        |
| 1  | Hunyadi utca                              | 1, 1E, 1U, 1Y, 3, 3Y, 5U, 8, 9U, 10, 10C, 10, 26, 30, 30A, 30C, 41                     |
| 2  | Önkiszolgáló étterem                      | 1, 1E, 1U, 1Y, 3, 3Y, 4, 5U, 8, 9U, 10, 10C, 26, 30, 41, C2                            |
| 4  | Kovács Károly tér                         | 1, 1E, 1U, 1Y, 3, 3C, 3Y, 5, 5C, 5U, 5Y, 8, 9, 9U, 10, 10C, 26, 30, 41, C2, C5         |
| 6  | Kazinczy tér                              | 1, 1A, 1E, 1U, 1Y, 10, 10C, 10E, 24, 26, 30, 30C, C2                                   |
| 8  | Zrínyi Gimnázium                          | 1, 1A, 1E, 1U, 1Y, 10, 10C, 11, 11A, 11Y, 24, 26                                       |
| 9  | Olai templom (Interspar)                  | 1, 1A, 1E, 1U, 1Y, 10, 10C, 10E, 11, 11A, 11Y, 24, 26                                  |
| 12 | Olai bisztró                              | 1, 1A, 1E, 1U, 1Y, 10, 11, 11A, 11Y, 24, 48, 69, C1, C4                                |
| 13 | Platán sor - Gasparich utca               | 10, 10C, 10E, 11, 11A, 11Y, 26, 48, C1, C4                                             |
| 14 | Landorhegyi ABC                           | 10, 11, 11A, 11Y, 30, 48, C1, C2, C4                                                   |
| 15 | Fiú-diákotthon                            | 10, 11, 11A, 11Y, 30, 48, C1, C2, C4                                                   |
| 16 | Göcsej áruház                             | 10, 11, 11A, 11Y, 30, 48, C1, C2, C4                                                   |
| 17 | Csertán Sándor utca                       | 10, 10C, 11, 11A, 11Y, 30, 48, C1, C2, C4                                              |
| 19 | Tungsram (GE Hungary)                     | 11Y, 30A, 30C, C1, C2, C4                                                              |
| 20 | Kertváros, autóbusz-forduló               | 8C, 8E, 11Y, 30A, 44, C1, C2, C4                                                       |
| 21 | Kertváros, Eötvös József Általános Iskola | 8, 8C, 11A, 11Y, 44, C1, C2, C4                                                        |
| 22 | Kertvárosi ABC                            | 8, 8C, 11A, 11Y, 44, C1, C2, C4                                                        |
| 23 | Kertváros, Liszt Ferenc Általános Iskola  | 8, 8C, 11A, 11Y, 44, C1, C2, C4                                                        |
| 24 | Kertváros, Szent Család óvoda             | 8, 8C, 8E, 11A, 11Y, 44, C1, C2, C4                                                    |
| 26 | Éva presszó                               | 8, 8E, 10, 10C, 11, 11A, 11Y, 26, 30, 30A, 30C, 48, C1, C2, C4                         |
| 27 | Kórház (Zrínyi utca)                      | 1, 1U, 1Y, 3, 3Y, 5U, 8, 8E, 9U, 10, 11, 11A, 11Y, 41, C1                              |
| 29 | Vasútállomás érkező végállomás            | 1, 1U, 1Y, 3, 3Y, 4, 4A, 4E, 4U, 4Y, 5U, 9U, 10, 11, 11A, 11Y, 41, C2, C4 Zalaegerszeg |